# Yoko Tawada
Yōko Tawada (jap. 多和田 葉子, Tawada Yōko; Tóquio,  23 de março de 1960) é uma escritora japonesa residente em Berlim, que escreve nas línguas japonesa e alemã.

## Vida e obra
Yōko Tawada, filha de um livreiro nascida em Tóquio, estudou Teoria da Literatura com ênfase em literatura russa na Universidade de Waseda. Iniciou seus estudos sobre teoria e crítica literárias contemporâneas na Universidade de Hamburgo em 1982, doutorando-se sob a orientação de Sigrid Weigel em Zurique. Pela editora konkursbuch, de Tübingen, publicou sua primeira obra literária na coletânea Japan-Lesebuch. Seu primeiro livro foi publicado em 1987 na Alemanha e em 1992 no Japão.  Em 2002, participou de um CD com a pianista Aki Takase. Ela escreve ensaios, prosa, poesia e peças teatrais e radiofônicas em japonês e alemão. É membro do PEN(clube) da Alemanha.